# Hypogastrura sensilis
Hypogastrura sensilis är en urinsektsart som först beskrevs av James P. Folsom 1919.  Hypogastrura sensilis ingår i släktet Hypogastrura och familjen Hypogastruridae. Arten är reproducerande i Sverige. Inga underarter finns listade i Catalogue of Life.